# José Acasuso
José Acasuso (* 20. Oktober 1982 in Posadas, Misiones) ist ein ehemaliger argentinischer Tennisspieler.

## Karriere
Acasuso strebte ursprünglich eine Karriere als Basketballer an, mit zwölf Jahren begann er jedoch mit dem Tennissport. Er war von 1999 bis 2012 Tennisprofi auf der ATP World Tour, auf der er drei Einzel- und fünf Doppeltitel erringen konnte – allesamt auf Sand.
Seine beste Platzierung in der ATP-Weltrangliste erreichte er im August 2007 mit Position 20.
Am 24. Februar 2012 erklärte er im Alter von 29 Jahren im Rahmen der Copa Claro 2012 seinen Rücktritt vom Profitennis.

## Erfolge
| Legende (Siege in Klammern)       |
| Grand Slam (0)                    |
| Tennis Masters Cup (0)            |
| ATP Masters Series (0)            |
| ATP International Series Gold (1) |
| ATP International Series (7)      |
| ATP Challenger Tour (5)           |

| Titel nach Belag |
| Hartplatz (0)    |
| Sand (8)         |
| Rasen (0)        |
| Teppich (0)      |

### Einzel

#### Turniersiege

##### ATP World Tour
| Nr. | Datum              | Turnier      | Belag | Finalgegner      | Ergebnis      |
| --- | ------------------ | ------------ | ----- | ---------------- | ------------- |
| 1.  | 22. Juli 2002      | Sopot        | Sand  | Franco Squillari | 2:6, 6:1, 6:3 |
| 2.  | 13. September 2004 | Bukarest     | Sand  | Igor Andrejew    | 6:3, 6:0      |
| 3.  | 30. Januar 2006    | Viña del Mar | Sand  | Nicolás Massú    | 6:4, 6:3      |

##### ATP Challenger Tour
| Nr. | Datum          | Turnier    | Belag | Finalgegner       | Ergebnis      |
| --- | -------------- | ---------- | ----- | ----------------- | ------------- |
| 1.  | 22. April 2001 | Bermuda    | Sand  | David Sánchez     | 7:64, 6:1     |
| 2.  | 4. August 2002 | San Marino | Sand  | Albert Portas     | 3:6, 6:3, 6:2 |
| 3.  | 2. Mai 2010    | Tunis      | Sand  | Daniel Brands     | 6:3, 6:4      |
| 4.  | 17. April 2011 | Blumenau   | Sand  | Marcelo Demoliner | 6:2, 6:2      |

#### Finalteilnahmen
| Nr. | Datum              | Turnier          | Belag | Finalgegner       | Ergebnis                 |
| --- | ------------------ | ---------------- | ----- | ----------------- | ------------------------ |
| 1.  | 25. Februar 2001   | Buenos Aires (1) | Sand  | Gustavo Kuerten   | 1:6, 3:6                 |
| 2.  | 15. September 2002 | Bukarest         | Sand  | David Ferrer      | 3:6, 2:6                 |
| 3.  | 29. September 2002 | Palermo          | Sand  | Fernando González | 7:5, 3:6, 1:6            |
| 4.  | 15. August 2004    | Sopot            | Sand  | Rafael Nadal      | 3:6, 4:6                 |
| 5.  | 23. Juli 2006      | Stuttgart        | Sand  | David Ferrer      | 4:6, 6:3, 7:63, 5:7, 4:6 |
| 6.  | 6. August 2007     | Sopot            | Sand  | Tommy Robredo     | 5:7, 0:6                 |
| 7.  | 24. Februar 2008   | Buenos Aires (2) | Sand  | David Nalbandian  | 6:3, 6:75, 4:6           |

### Doppel

#### Turniersiege

##### ATP World Tour
| Nr. | Datum              | Turnier          | Belag | Partner          | Finalgegner                   | Ergebnis         |
| --- | ------------------ | ---------------- | ----- | ---------------- | ----------------------------- | ---------------- |
| 1.  | 25. Juli 2004      | Umag             | Sand  | Flávio Saretta   | Jaroslav Levinský David Škoch | 4:6, 6:2, 6:4    |
| 2.  | 18. Juli 2005      | Stuttgart        | Sand  | Sebastián Prieto | Mariano Hood Tommy Robredo    | 7:6, 6:3         |
| 3.  | 12. September 2005 | Bukarest         | Sand  | Sebastián Prieto | Victor Hănescu Andrei Pavel   | 6:3, 4:6, 6:3    |
| 4.  | 30. Januar 2006    | Viña del Mar (1) | Sand  | Sebastián Prieto | František Čermák Leoš Friedl  | 7:6, 6:4         |
| 5   | 3. Februar 2008    | Viña del Mar (2) | Sand  | Sebastián Prieto | Máximo González Juan Mónaco   | 6:1, 3:0 Aufgabe |

##### ATP Challenger Tour
| Nr. | Datum              | Turnier | Belag | Partner          | Finalgegner             | Ergebnis |
| --- | ------------------ | ------- | ----- | ---------------- | ----------------------- | -------- |
| 1.  | 22. September 2002 | Stettin | Sand  | Andrés Schneiter | Leoš Friedl David Škoch | 6:4, 7:5 |

#### Finalteilnahmen
| Nr. | Datum              | Turnier         | Belag         | Partner               | Finalgegner                      | Ergebnis       |
| --- | ------------------ | --------------- | ------------- | --------------------- | -------------------------------- | -------------- |
| 1.  | 18. Juli 2004      | Amersfoort      | Sand          | Luis Horna            | Jaroslav Levinský David Škoch    | 0:6, 6:2, 5:7  |
| 2.  | 19. September 2004 | Bukarest        | Sand          | Óscar Hernández       | Lucas Arnold Ker Mariano Hood    | 6:75, 1:6      |
| 3.  | 13. Februar 2005   | Buenos Aires    | Sand          | Sebastián Prieto      | František Čermák Leoš Friedl     | 2:6, 5:7       |
| 4.  | 20. Februar 2005   | Costa do Sauípe | Sand          | Ignacio González King | František Čermák Leoš Friedl     | 4:6, 4:6       |
| 5.  | 10. Juli 2005      | Båstad          | Sand          | Sebastián Prieto      | Jonas Björkman Joachim Johansson | 2:6, 3:6       |
| 6.  | 9. Oktober 2005    | Metz            | Hartplatz (i) | Sebastián Prieto      | Michaël Llodra Fabrice Santoro   | 2:5, 5:3, 4:54 |

## Einzel-Statistik
| Turnier                  | 2000 | 2001 | 2002 | 2003 | 2004 | 2005 | 2006 | 2007 | 2008 | 2009              | 2010              | 2011              | Karriere S/N |
| ------------------------ | ---- | ---- | ---- | ---- | ---- | ---- | ---- | ---- | ---- | ----------------- | ----------------- | ----------------- | ------------ |
| Australian Open          | –    | –    | 2R   | 2R   | 1R   | 1R   | 1R   | 1R   | 1R   | –                 | 1R                | –                 | 2:8          |
| French Open              | –    | 2R   | 1R   | 1R   | –    | AF   | 2R   | 1R   | 2R   | 2R                | Q3                | Q1                | 6:7          |
| Wimbledon                | –    | 1R   | 1R   | 1R   | 1R   | 1R   | –    | –    | –    | 1R                | –                 | –                 | 0:6          |
| US Open                  | –    | 1R   | 1R   | 1R   | 1R   | 2R   | 1R   | 2R   | –    | 3R                | –                 | –                 | 4:8          |
| Grand-Slam-Turniere S/N1 | 0:0  | 1:3  | 1:4  | 1:4  | 0:3  | 4:4  | 1:3  | 1:3  | 0:1  | 3:3               | 0:1               | 0:0               | 12:29        |
| Indian Wells Masters     | –    | –    | –    | 1R   | –    | 1R   | 2R   | 3R   | 1R   | 1R                | –                 | –                 | 3:5          |
| Miami Masters            | –    | –    | 1R   | 2R   | –    | 2R   | 2R   | 2R   | AF   | 1R                | –                 | –                 | 6:7          |
| Monte Carlo Masters      | –    | –    | –    | 1R   | –    | –    | 2R   | 1R   | 1R   | 1R                | –                 | –                 | 1:5          |
| Rom Masters              | –    | –    | 1R   | –    | –    | –    | 2R   | AF   | 2R   | 1R                | –                 | –                 | 4:5          |
| Hamburg Masters          | –    | –    | –    | –    | –    | –    | HF   | 3R   | 2R   | nicht ausgetragen | nicht ausgetragen | nicht ausgetragen | 7:3          |
| Kanada Masters           | –    | –    | –    | 2R   | –    | 1R   | VF   | –    | –    | AF                | –                 | –                 | 6:4          |
| Cincinnati Masters       | –    | –    | –    | 1R   | –    | VF   | 1R   | –    | 2R   | 2R                | –                 | –                 | 5:5          |
| Madrid Masters           | –    | –    | 2R   | –    | –    | 3R   | 1R   | –    | Q2   | 1R                | –                 | –                 | 2:4          |
| Paris Masters            | –    | –    | –    | –    | –    | –    | 1R   | Q2   | –    | –                 | –                 | –                 | 0:1          |
| Tennis Masters Cup       | –    | –    | –    | –    | –    | –    | –    | –    | –    | –                 | –                 | –                 | 0:0          |
| Titel insgesamt          | 0    | 0    | 1    | 0    | 1    | 0    | 1    | 0    | 0    | 0                 | 0                 | 0                 | 3            |
| Ranking am Jahresende    | 176  | 87   | 41   | 101  | 66   | 41   | 27   | 64   | 48   | 51                | 253               | 255               | N/A          |